# Eronia leda
Eronia leda är en fjärilsart som först beskrevs av Jean Baptiste Boisduval 1847.  Eronia leda ingår i släktet Eronia och familjen vitfjärilar. Inga underarter finns listade i Catalogue of Life.